# Лидскалнин, Эдвард
Эдвард Лидскалнин (англ. Edward Leedskalnin, собственно Эдвардс Лиедскалниньш, латыш. Edvards Liedskalniņš; 12 января 1887, Лифляндская губерния, Российская империя — 7 декабря 1951, Майами, Флорида, США) — латышский эмигрант-бизнесмен, в США приобрёл известность как скульптор-любитель, который во Флориде единолично построил сооружение, известное как «Коралловый замок». Он также был известен своими необычными теориями о магнетизме.

## Биография

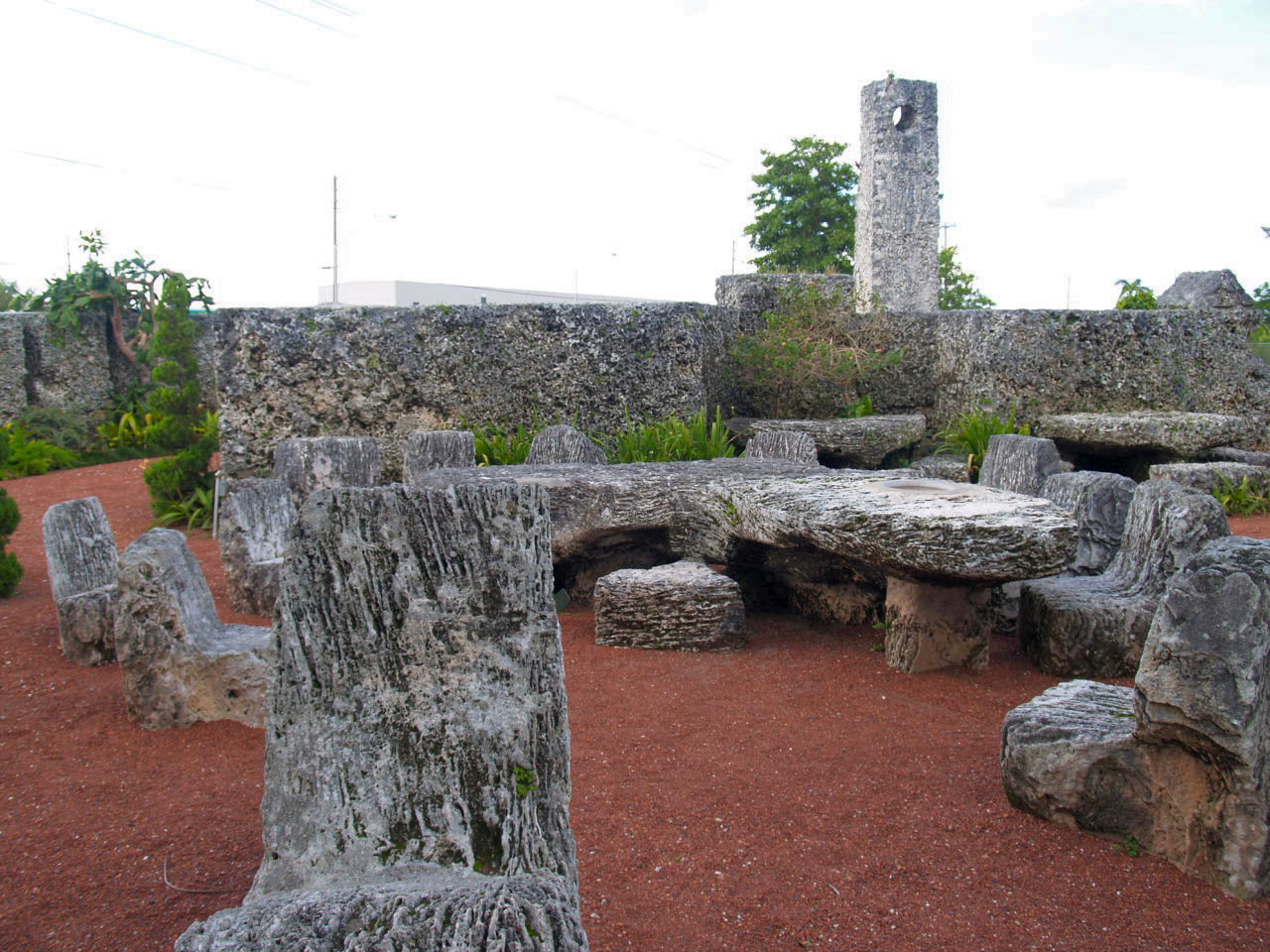
Коралловый замок

Эдвардс Леидскалниньш родился 12 января 1887 года в Стамериенской волости Валкского уезда Лифляндской губернии Российской империи (ныне Стамериенская волость Гулбенского края Латвии). О его детстве известно немного. Он не был богат и доучился в школе лишь до четвёртого класса, затем учился камнетёсному и камнерезному делу. Многие родственники Лидскалнина были вовлечены в ожесточённые крестьянские волнения в Лифляндской губернии в 1905 году.
В 1910 году Леидскалниньш покинул Латвию. Согласно его собственной версии, получившей известность, это произошло после того, как он обручился с шестнадцатилетней девушкой по имени Агнес Скуфф или Скувст (англ. Agnes Skuvst; чаще всего Леидскалниньш называл её «Сладкая шестнадцатилетка», англ. Sweet Sixteen), которая разорвала помолвку в ночь перед их свадьбой. Установлено, однако, что в действительности девушку звали Хермине Лусе (латыш. Hermīne Lūse), и она была лишь на два года младше жениха; предполагается, что свадьбе воспрепятствовал отец невесты, не получив от жениха обещанных денег. Предполагается, что выдуманная Леидскалнинием фамилия невесты — слегка изменённое латышское слово, означающее поцелуй (латыш. skūpsts).
Первоначально Леидскалниньш обосновался в Лондоне, год спустя перебрался в канадский Галифакс, а с 1912 года жил в США, переезжая из Орегона в Калифорнию, а оттуда в Техас, работая в лагерях по заготовке древесины.
После случая туберкулёза Леидскалниньш, приблизительно в 1919 году, переезжает во Флориду (городок Флорида-Сити), где более тёплый климат помогает ему легче переносить прогрессирующую форму болезни. Там он покупает маленький участок земли.
Во время своих скитаний по миру Леидскалниньш увлекался изучением наук, астрономией и историей Древнего Египта и последующие 20 лет жизни во Флориде он возводил в пределах своего участка массивное сооружение, которое он назвал «Парк Каменных Ворот», посвящённое девушке, которая отвергла его несколько лет назад. Работая один ночью, Леидскалниньш добыл и обработал более чем 1100 тонн (997 903 кг) известняка в строения, которые позже будут известны как «Коралловый замок». Он утверждал, что раскрыл загадку сооружения египетских пирамид, и таким же способом построил и свой замок. Строительство велось в строжайшем секрете — Леидскалниньш работал один и только после захода солнца, дабы избежать любопытных взглядов. Остаётся неясным, как он в одиночку доставлял с побережья огромные известняковые блоки (весом в несколько десятков тонн), перемещал их, обрабатывал, водружал друг на друга, скреплял без использования цемента или другого раствора. Леидскалниньш был человеком небольшого роста, не больше 5 футов (152 см) и никогда не превышал вес больше чем 120 фунтов (54,43 кг).
Это строение первоначально было построено в 1920-х годах в городе Флорида-Сити. В 1936 году на соседнем с его участком стали планировать возвести многоэтажный жилой дом. В связи с этим Леидскалниньш решает перевезти своё сооружение в другое место — он покупает новый участок в городе Хомстед, в 16 км к северу от Флорида-Сити, нанимает грузовик и в одиночку перемещает свой замок туда.
9 ноября 1951 года Леидскалниньш оказался в Больнице Джексона в Майами. Он перенёс удар либо прежде чем он уехал в больницу, или в больнице. Он умер двадцать восемь дней спустя от почечной инфекции в возрасте 64 лет. Согласно свидетельству о смерти его смерть была результатом уремии — отказа почек в результате инфекции и абсцесса.

## Творчество
За время своей жизни Леидскалниньш издал пять брошюр, рекламируя их в местных газетах:
- «Книга в каждом доме. Содержит три предмета: Сладкие Шестнадцать Эда, Внутренние и Политические взгляды»
- «Жизнь минералов, растений и животных»
- «Магнитный поток» (19 стр.)
- «Магнитная основа»
- «Магнитный поток» (Magnetic Current; 1945 г., 4 стр.)

## В культуре
- Эд Лидскалнин, Коралловый замок и тайна, окружающая его строительство, легли в основу сюжета романа «Cincinnatus».
- Группа «Piñataland»[англ.] записала песню о Лидскалнине — «Latvian Bride» («Латвийская невеста»).
- Песня Билли Айдола «Sweet Sixteen» («Сладкие шестнадцать») была написана о событиях в жизни Лидскалнина.
- Упоминается в романе Ланы Лэнц "Невероятное наследство"